# Skäggmaskar
Skäggmaskarna (Siboglinidae, syn. Pogonophora) tillhör de rörbyggande ringmaskarna och lever på botten av nästan alla världshav på 1 000 till 10 000 meters djup. Det finns arter som är så små som en halv centimeter långa och så stora som 3 meter långa, men i normalfallet är de 5 till 75 millimeter långa med en kroppsdiameter på mellan 0,1 och tre millimeter. Den största skäggmasken är den vid underjordiska varma källor levande Riftia pachyptila som blir 3 meter lång och har en kroppsdiameter på fyra centimeter.
Skäggmaskarna betraktas numera vanligen som en ordning av ringmaskar men har tidigare även betraktas som en egen stam.
Alla skäggmaskar bor i rör på havsbotten; dessa rör har samma diameter som individen, men kan vara upp till tre gånger så långa. Skäggmaskar kan uppträda i stora bestånd. Siboglinum veleronis som lever utanför Kaliforniens kust har till exempel observerats med upp till 200 individer/kvadratmeter. 
Större delen av de i dag kända 150 arterna lever i västra Stilla havet. De finns också i djuphavsgravar, vid Amerikas ostkust från Nova Scotia till Florida, i Mexikanska golfen, Karibien, utanför Brasilien, vid Grönland och i nordöstra Atlanten mellan Norge och Biscayabukten, i Indiska oceanen och några enstaka arter vid Nya Zeeland.
Det vetenskapliga namnet Pogonophora kommer från grekiska och betyder "skäggbärare".